# Pimpinella parishiana
Pimpinella parishiana är en flockblommig växtart som beskrevs av Wilhelm Sulpiz Kurz. Pimpinella parishiana ingår i släktet bockrötter, och familjen flockblommiga växter. Inga underarter finns listade i Catalogue of Life.